# 倉敷ピーチジャックス
倉敷ピーチジャックス（くらしきピーチジャックス）は、岡山県倉敷市に本拠地を置き、日本野球連盟に加盟している社会人野球のクラブチームである。運営母体は、NPO法人日本体育企画。男女両チームを有している。

## 概要
2005年、NPO法人日本体育企画を設立。秋にセレクションを行ない、『倉敷ピーチジャックス』として創部。元プロ野球選手の古葉竹識が総監督を務めた。
2006年2月14日付けで、日本野球連盟に新規登録された。3月21日の岡山県社会人・大学対抗野球大会で公式戦デビューし、吉備国際大学に6-3で勝利した。6月11日に女子硬式野球部のセレクション開催し、チームが創部した。11月25日、女子硬式野球部が日本代表チームと交流試合を行ない、0-12で敗れた。
2007年、第78回都市対抗野球大会の岡山県・鳥取県1次予選で、倉敷市内のライバルチームである倉敷オーシャンズに競り勝って中国2次予選に進出し、同チームの2次予選連続出場を20年でストップさせた。中国2次予選では、企業チームの壁を破れず本戦出場には至らなかった。同年は、全日本クラブ野球選手権大会に初出場を果たしベスト8に進出した。

## 主要大会の出場歴・最高成績
- 全日本クラブ野球選手権大会 - 出場3回

## 同法人の関連チーム
- 女子硬式の「倉敷ピーチジャックスレディース」(2007年創部、ルビーリーグ所属)[2]
- 中学の「ヤング倉敷ピーチジャックス」(1982年発足の倉敷ロイヤルズが2008年に統合してできたチーム、ヤングリーグ所属)[3]